# Cornelia Falken

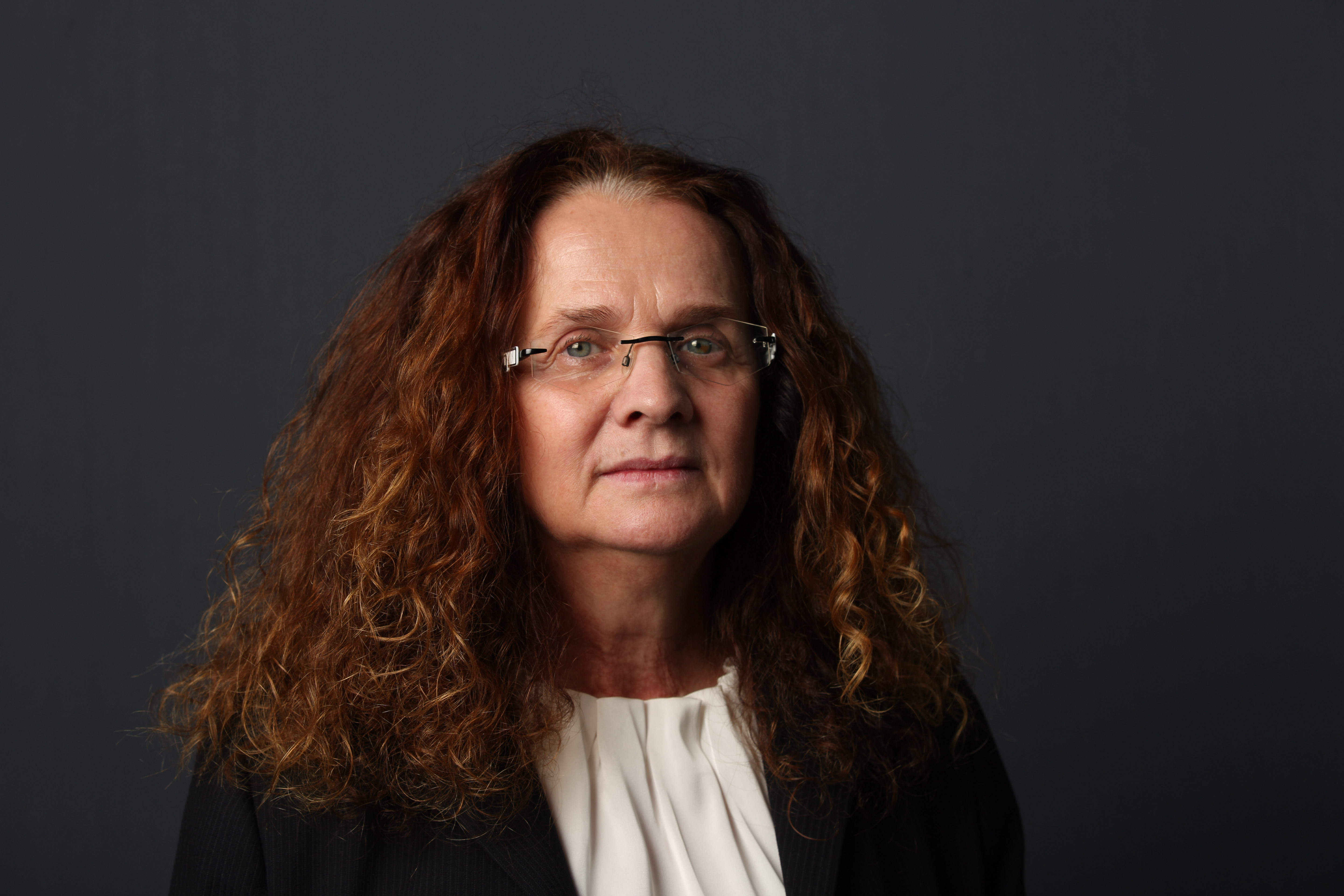
Cornelia Falken (2016)

Cornelia Falken (* 12. November 1956 in Heringsdorf) ist eine deutsche Politikerin (Die Linke) und zwischen 2004 und 2019 Mitglied des Sächsischen Landtags.

## Leben
Cornelia Falken ist seit 1977 verheiratet, wohnt seitdem in Leipzig und hat zwei erwachsene Kinder und vier Enkelkinder. Sie arbeitete seit 1977 als Grundschullehrerin zunächst an der 38. POS Hans und Hilde Coppi in Leipzig-Gohlis, wechselte 1986 an die August-Bebel-Schule in Leipzig-Reudnitz und 2001 an die Grundschule Wiederitzsch. Von 1984 bis 1990 war sie stellvertretende Direktorin an ihren Schulen. Ab 1990 engagierte sie sich als Mitglied der Gewerkschaft Erziehung und Wissenschaft (GEW). 1997 wurde sie in den Bezirkspersonalrat am Regionalschulamt Leipzig gewählt und in nachfolgenden Wahlen immer bestätigt. Von 2000 bis 2014 war sie Vorsitzende des bundesweit mitgliederstärksten Kreisverbandes der GEW, des Kreisverbandes der Stadt Leipzig. Seit Februar 2016 ist sie Bezirksvorsitzende des Bezirksverbandes Leipzig.

## Politik
Als parteilose Kandidatin gelang Falken bei der Landtagswahl 2004 auf Listenplatz 4 der Landesliste PDS Sachsen erstmals der Einzug in den Sächsischen Landtag. Für die Nachfolgepartei Die Linke kandidierte sie auch bei den beiden folgenden Landtagswahlen 2009 und 2014 auf den Listenplätzen 3 bzw. 5 erfolgreich. Sie ist bildungspolitische Sprecherin ihrer Fraktion. Bei der Landtagswahl 2019 kandidierte sie nicht mehr für ein Mandat.
2006 ist sie in die Partei Die Linke eingetreten. Von 2009 bis 2014 war sie eine der stellvertretenden Landesvorsitzenden ihrer Partei in Sachsen.